# Alias: The Game
Alias: The Game (o anche semplicemente Alias) è un videogioco per Microsoft Windows, PlayStation 2 e Xbox, basato sulla serie televisiva Alias. 
La storia del videogioco è stata scritta dallo stesso creatore di Alias, J. J. Abrams, e riguarda gli avvenimenti relativi alla fine della seconda stagione televisiva. 

## Trama
L'agente Jacobs è scomparso in circostanze sospette e al suo ultimo contatto doveva fornire notizie importanti su Anna Espinoza, ex agente del Direttorio K, ora passata al crimine. Le tracce conducono ad un casinò di Montecarlo, ed è qui che inizia l'avventura...

## Modalità di gioco
Nel videogioco si interpretano i panni dell'agente Sydney Bristow, protagonista di Alias, e si dovranno risolvere una serie di missioni collegate fra loro. Il videogioco è un mix fra un gioco di azione e un'avventura in terza persona.